# Българска Морава (1915)
„Българска Морава“ е български вестник, излизал през 1915 година в Ниш, центъра на окупираното по време на Първата световна война Поморавие.

## История
Редактори на вестника са Иван Драгошинов и Иван Дилберов. Вестникът стои на националистически позиции.